# Deseret (Utah)
Deseret es un lugar designado por el censo situado en el condado de Millard, Utah  (Estados Unidos). Según el censo de 2010 tenía una población de 353 habitantes.

## Demografía
Según el censo de 2010, Deseret tenía una población en la que el 97,7% eran blancos, 0,0% afroamericanos, 1,4% amerindios, 0,0% asiáticos, 0,3% isleños del Pacífico, el 0,0% de otras razas, y el 0,6% pertenecían a dos o más razas. Del total de la población el 2,3% eran hispanos o latinos de cualquier raza.